# Arganda del Rey
Arganda del Rey település Spanyolországban, Madrid tartományban. Arganda del Rey Rivas-Vaciamadrid, Velilla de San Antonio, Loeches, Campo Real, Perales de Tajuña, Morata de Tajuña és San Martín de la Vega községekkel határos. Lakosainak száma 59 513 fő (2024).

## Népesség
A település lakosságának változását az alábbi diagram mutatja:
| Lakosok száma | 32 157 | 38 269 | 47 373 | 51 489 | 55 506 | 55 307 | 53 821 | 55 389 | 57 553 | 59 513 |
|               | 2001   | 2004   | 2007   | 2009   | 2012   | 2014   | 2017   | 2019   | 2022   | 2024   |